# Yves Lavandier
Yves Lavandier est un cinéaste, essayiste et pédagogue français né le 2 avril 1959.

## Biographie
Après des études scientifiques et un diplôme d'ingénieur des Travaux Publics, il part en 1983 à l'université Columbia à New York pour y apprendre le cinéma. Ses professeurs y sont Miloš Forman, Brad Dourif, Frantisek Daniel, Stefan Sharff. Il écrit et réalise une dizaine de courts métrages (dont Yes Darling, Mr. Brown?, The Perverts). De retour en France en 1985, il collabore brièvement au magazine Mad Movies et tourne un dernier court métrage (Le scorpion). Puis il commence à gagner sa vie comme scénariste, essentiellement pour la télévision. Il écrit (parfois en anglais) des épisodes de Tribunal, Paire d'as, Les Deux font la loi et crée la série Cousin William. Il écrit également des contes pour enfants et met en scène du théâtre de marionnettes.
Parallèlement à ses activités artistiques, il se met à enseigner le scénario un peu partout en Europe et en Afrique, anime des ateliers d'écriture (pour le CEEA, la Fémis, la RTBF, la RAI, Canal + Ecriture, les programmes EAVE et SOURCES) et publie en avril 1994 un ouvrage aujourd'hui réputé dans les milieux du théâtre, de l'audiovisuel et de la bande dessinée : La Dramaturgie. À cette occasion, il fonde sa propre société d'édition et de production, Le Clown & l'Enfant. Il acquiert au fil des ans une réputation internationale de « script doctor ». Depuis 1994, Yves Lavandier révise et réédite régulièrement La Dramaturgie. En mars 2015, il lance en anglais (sous-titré français) une série web intitulée Hats off to the screenwriters!,, qualifiée d'hommage à ces gens créatifs qui inventent des récits, des personnages, des univers de fiction, des structures et... du sens.
Le 18 avril 2001 sort son premier long métrage en tant que scénariste et réalisateur : Oui, mais… avec Émilie Dequenne et Gérard Jugnot, récompensé de Prix dans plusieurs festivals. 
Il a aussi fait quelques apparitions comme comédien, dont une dans Monsieur Batignole où il tenait le rôle de Léon Batignole, le frère du protagoniste joué par Gérard Jugnot, également réalisateur de ce film sorti en 2002.
Yves Lavandier est marié et père de quatre enfants.

## Scénariste de bande dessinée
En 2022, Yves Lavandier signe le scénario d'un diptyque de bande dessinée intitulé L'Institutrice, édité par Albin Michel. L'histoire d'une institutrice bretonne qui, en juin 1944, se bat pour sauver un enfant juif des milices locales. Le premier tome (Ne fais pas autrui...) sort le 30 mars, le second tome (Les enfants de Surcouf) le 28 septembre 2022. Les dessins et les couleurs sont de Carole Maurel. Une intégrale est parue en septembre 2023.

## Filmographie (scénariste et réalisateur)
- 1984 : Yes Darling (court métrage)
- 1984 : Mr Brown? (court métrage)
- 1985 : The Perverts (court métrage)
- 1985 : Should Children Play with E.T.? (court métrage)
- 1987 : Le scorpion (court métrage)
- 1988 : Allô, tu m'aimes ? (série télévisée)
- 1989 : Death Kiss (épisode de Paire d'as)
- 1989 : La vie Nathalie (série télévisée)
- 1990 : Le Dénommé (long métrage réalisé par Jean-Claude Dague)
- 1991 : Tribunal (série télévisée, plusieurs épisodes)
- 1992 : Cousin William (série télévisée)
- 2001 : Oui, mais… (long métrage)
- 2025 : 1124 océans (documentaire)

## Distinctions
- 1985 : Prix du Meilleur Film de la Columbia University's School of the Arts pour The Perverts (décerné par Miloš Forman)
- 1986 : Prix Aaton au Festival des festivals pour The Perverts
- 2001 : Prix du Public au Festival de La Foa pour Oui, mais…
- 2002 : Prix du Jury au Festival d'Avanca pour Oui, mais…
- 2002 : Prix d'interprétation au Festival d'Avanca pour Émilie Dequenne dans Oui, mais…
- 2002 : Prix du Public au festival Cinemania de Montréal pour Oui, mais…

## Festival
- Membre du Jury du Festival international du court-métrage étudiant de Cergy-Pontoise (Cergy, 2002).
- Membre du Jury des Rencontres internationales des scénaristes européens (Strasbourg, 2004).
- Président du Jury du Festival Cœur de Vidéo (Bourges, 2011) organisé par la Fédération Française de Cinéma et Vidéo.
- "Pitch expert" et consultant pour le programme Plume & Pellicule de Dreamago[6].